# Podandrogyne polychroma
Podandrogyne polychroma är en paradisblomsterväxtart som beskrevs av R. E. Woodson. Podandrogyne polychroma ingår i släktet Podandrogyne och familjen paradisblomsterväxter. Inga underarter finns listade i Catalogue of Life.